# Biharszentjános
Biharszentjános (románul Sântion) település Romániában, Bihar megyében.

## Fekvése
Nagyváradtól 10 km-re nyugatra, Bors település mellett található, a román - magyar határtól 5  km-re.

## Nevének eredete
Nevét a határában létesült, Szent János tiszteletére szentelt klastromról kapta.

## Története
A régészeti leletek tanúsága szerint már a bronzkorban lakott volt, a falu melletti ún. Klastrom-dombon pedig egy 11. századi település nyomait tárták fel.
A falut és a monostort 1215-ben említik először a Váradi regestrumban, Jakó Zsigmond szerint a falu lakosságát a Hont-Pázmány nemzetség telepítette ide. A település környéke ekkor még nagy kiterjedésű tölgyerdőkkel volt borított és részét képezte a bihari királyi uradalomnak, mint királyi vadászterület.
Az 1876-os megyerendezést követően Bihar vármegye Mezőkeresztesi járásához tartozott, melynek neve 1910-től Biharkeresztesi járás lett. 1920-ban a trianoni békeszerződést követően Romániához került, határtelepüléssé vált.
A második bécsi döntést követően visszakerült Magyarországhoz. A magyar honvédek 1940. szeptember 11-én két román nemzetiségű személyt kivégeztek a település főterén, magyarellenes tevékenység vádjával. A szovjet hadsereg 1944-ben elfoglalta a települést, amely újra Románia része lett.

## Lakossága
1910-ben 1347 lakosa volt ebből 1303 magyar (96,4%), 43 román és 1 német.
2002-ben már 1462 lakosa volt, melyből 1408 magyar (96,3%), 51 román, 2 szlovák és 1 ukrán volt.